# WTA Tour Championships 1999
| Prijzengeld \| Resultaat \| Prijzengeld \| \| ------------ \| ----------- \| \| winnares \| $ 500.000 \| \| finale \| $ 250.000 \| \| halve finale \| $ 125.000 \| \| tweede ronde \| $ 65.000 \| \| eerste ronde \| $ 30.000 \| |             |
| Resultaat | Prijzengeld |
| winnares | $ 500.000   |
| finale | $ 250.000   |
| halve finale | $ 125.000   |
| tweede ronde | $ 65.000    |
| eerste ronde | $ 30.000    |

De WTA Tour Championships (officieel Chase Championships) van 1999 vonden plaats van 15 tot en met 21 november 1999 in de Amerikaanse stad New York. Het was de 29e editie van het toernooi. Er werd gespeeld op overdekte tapijtbanen in de Madison Square Garden.

## Enkelspel
Twee gekwalificeerde speelsters hadden zich afgemeld:
- Steffi Graf wegens beëindiging van haar actieve loopbaan in augustus 1999,
- Monica Seles wegens voetblessure.

Het tweede reekshoofd, Lindsay Davenport uit de Verenigde Staten, won het toernooi. In de finale versloeg zij de als eerste geplaatste Zwitserse Martina Hingis in twee sets. Davenport wist voor het eerst (en het laatst) in haar loopbaan het eindejaarskampioenschap op haar naam te schrijven. Het was haar 26e WTA-titel, de zevende van dat jaar. Zij incasseerde US$ 500.000 prijzengeld op dit toernooi.
De Belgische Dominique Van Roost versloeg alternate Jelena Lichovtseva, en bereikte zo de tweede ronde – daarin werd zij uitgeschakeld door Française Nathalie Tauziat.
Er waren geen Nederlandse deelneemsters.

### Geplaatste speelsters
| Nr. | Speelster            | Rang | Resultaat    | Uitgeschakeld door |
| --- | -------------------- | ---- | ------------ | ------------------ |
| 1.  | Martina Hingis       | 1    | finale       | Lindsay Davenport  |
| 2.  | Lindsay Davenport    | 2    | winnares     | winnares           |
| 3.  | Venus Williams       | 3    | halve finale | Martina Hingis     |
| 4.  | Serena Williams      | 4    | afgemeld     | rugblessure1       |
| 5.  | Mary Pierce          | 5    | kwartfinale  | Martina Hingis     |
| 6.  | Nathalie Tauziat     | 7    | halve finale | Lindsay Davenport  |
| 7.  | Barbara Schett       | 8    | kwartfinale  | Venus Williams     |
| 8.  | Julie Halard-Decugis | 9    | eerste ronde | Anke Huber         |

1 Serena Williams werd vervangen door alternate Jelena Lichovtseva
(WTA-19) – zij strandde in de eerste ronde.

### Toernooischema

Winnaressen Anna Koernikova (li) en Martina Hingis

| Legenda | Legenda                  |
| ------- | ------------------------ |
| Q       | Qualifier                |
| WC      | Deelname via wildcard    |
| LL      | Lucky Loser              |
| r       | Opgave / trok zich terug |
| w/o     | Walk-over                |
| Alt     | Alternate                |
| SE      | Special Exempt           |
| PR      | Protected Ranking        |
| d       | Diskwalificatie          |

| eerste ronde | eerste ronde            | eerste ronde | eerste ronde | eerste ronde |  |   | tweede ronde        | tweede ronde     | tweede ronde | tweede ronde | tweede ronde |  |  | halve finale | halve finale      | halve finale | halve finale | halve finale |  |  | finale | finale            | finale | finale | finale |
|              |                         |              |              |              |  |   |                     |                  |              |              |              |  |  |              |                   |              |              |              |  |  |        |                   |        |        |        |
| 1            | Martina Hingis          | 7            | 7            |              |  |   |                     |                  |              |              |              |  |  |              |                   |              |              |              |  |  |        |                   |        |        |        |
|              | Sandrine Testud         | 65           | 65           |              |  |   | 1                   | Martina Hingis   | 6            | 6            |              |  |  |              |                   |              |              |              |  |  |        |                   |        |        |        |
|              | Anna Koernikova         | 7            | 65           | 0            |  | 5 | Mary Pierce         | 1                | 2            |              |              |  |  |              |                   |              |              |              |  |  |        |                   |        |        |        |
| 5            | Mary Pierce             | 63           | 7            | 6            |  |   |                     |                  |              |              |              |  |  | 1            | Martina Hingis    | 6            | 7            |              |  |  |        |                   |        |        |        |
| 3            | Venus Williams          | 6            | 5            | 6            |  |   |                     |                  |              |              |              |  |  | 3            | Venus Williams    | 4            | 62           |              |  |  |        |                   |        |        |        |
|              | Conchita Martínez       | 2            | 7            | 4            |  |   | 3                   | Venus Williams   | 6            | 7            |              |  |  |              |                   |              |              |              |  |  |        |                   |        |        |        |
|              | Arantxa Sánchez Vicario | 1            | 4            |              |  | 7 | Barbara Schett      | 4                | 64           |              |              |  |  |              |                   |              |              |              |  |  |        |                   |        |        |        |
| 7            | Barbara Schett          | 6            | 6            |              |  |   |                     |                  |              |              |              |  |  |              |                   |              |              |              |  |  | 1      | Martina Hingis    | 4      | 2      |        |
| 6            | Nathalie Tauziat        | 6            | 7            |              |  |   |                     |                  |              |              |              |  |  |              |                   |              |              |              |  |  | 2      | Lindsay Davenport | 6      | 6      |        |
|              | Amanda Coetzer          | 3            | 6            |              |  |   | 6                   | Nathalie Tauziat | 6            | 6            |              |  |  |              |                   |              |              |              |  |  |        |                   |        |        |        |
|              | Dominique Van Roost     | 6            | 6            |              |  |   | Dominique Van Roost | 3                | 2            |              |              |  |  |              |                   |              |              |              |  |  |        |                   |        |        |        |
| Alt          | Jelena Lichovtseva      | 2            | 3            |              |  |   |                     |                  |              |              |              |  |  | 6            | Nathalie Tauziat  | 63           | 0            |              |  |  |        |                   |        |        |        |
| 8            | Julie Halard-Decugis    | 1            | 2            |              |  |   |                     |                  |              |              |              |  |  | 2            | Lindsay Davenport | 7            | 6            |              |  |  |        |                   |        |        |        |
|              | Anke Huber              | 6            | 6            |              |  |   |                     | Anke Huber       | 3            | 1            |              |  |  |              |                   |              |              |              |  |  |        |                   |        |        |        |
|              | Amélie Mauresmo         | 6            | 3            | 2            |  | 2 | Lindsay Davenport   | 6                | 6            |              |              |  |  |              |                   |              |              |              |  |  |        |                   |        |        |        |
| 2            | Lindsay Davenport       | 3            | 6            | 6            |  |   |                     |                  |              |              |              |  |  |              |                   |              |              |              |  |  |        |                   |        |        |        |

| Prijzengeld \| Resultaat \| Prijzengeld (per team) \| \| ------------ \| ---------------------- \| \| winnaressen \| $ 200.000 \| \| finale \| $ 100.000 \| \| halve finale \| $ 50.000 \| \| eerste ronde \| $ 25.000 \| |                        |
| Resultaat | Prijzengeld (per team) |
| winnaressen | $ 200.000              |
| finale | $ 100.000              |
| halve finale | $ 50.000               |
| eerste ronde | $ 25.000               |

## Dubbelspel
Van de titelhoudsters Lindsay Davenport en Natallja Zverava had de laatste zich niet voor deze editie van het toernooi gekwalificeerd. Davenport speelde samen met landgenote Corina Morariu, met wie zij het tweede reekshoofd vormde – zij bereikten de halve finale, evenals alle andere geplaatste teams.
Het als eerste geplaatste duo Martina Hingis en Anna Koernikova won het toernooi. In de finale versloegen zij het als vierde geplaatste koppel Larisa Neiland en Arantxa Sánchez Vicario in twee sets. Het was hun vijfde gezamenlijke titel. De Zwitserse Hingis had daarnaast 21 eerdere dubbelspeltitels met andere partners; de Russin Koernikova één.
De Nederlandse Caroline Vis speelde samen met Irina Spîrlea uit Roemenië – zij verloren hun openingspartij.
Er waren geen Belgische deelneemsters.

### Geplaatste teams
| Nr. | Team                                   | Rang    | Resultaat    | Uitgeschakeld door                     |
| --- | -------------------------------------- | ------- | ------------ | -------------------------------------- |
| 1.  | Martina Hingis Anna Koernikova         | 4+6=10  | winnaressen  | winnaressen                            |
| 2.  | Lindsay Davenport Corina Morariu       | 1+11=12 | halve finale | Larisa Neiland Arantxa Sánchez Vicario |
| 3.  | Lisa Raymond Rennae Stubbs             | 8+9=17  | halve finale | Martina Hingis Anna Koernikova         |
| 4.  | Larisa Neiland Arantxa Sánchez Vicario | 5+16=21 | finale       | Martina Hingis Anna Koernikova         |

### Toernooischema
| Legenda | Legenda                  |
| ------- | ------------------------ |
| Q       | Qualifier                |
| WC      | Deelname via wildcard    |
| LL      | Lucky Loser              |
| r       | Opgave / trok zich terug |
| w/o     | Walk-over                |
| Alt     | Alternate                |
| SE      | Special Exempt           |
| PR      | Protected Ranking        |
| d       | Diskwalificatie          |